# Ytter-Gottsarn
Ytter-Gottsarn är en sjö i Åsele kommun i Lappland och ingår i Gideälvens huvudavrinningsområde. Sjön har en area på 0,48 kvadratkilometer och ligger 336,1 meter över havet. Sjön avvattnas av vattendraget Flärkån.

## Delavrinningsområde
Ytter-Gottsarn ingår i det delavrinningsområde (710461-160204) som SMHI kallar för Ovan Oxvattenbäcken. Medelhöjden är 401 meter över havet och ytan är 40,86 kvadratkilometer. Räknas de 10 avrinningsområdena uppströms in blir den ackumulerade arean 137,33 kvadratkilometer. Flärkån som avvattnar avrinningsområdet har biflödesordning 2, vilket innebär att vattnet flödar genom totalt 2 vattendrag innan det når havet efter 123 kilometer. Avrinningsområdet består mestadels av skog (90 procent). Avrinningsområdet har 1,3 kvadratkilometer vattenytor vilket ger det en sjöprocent på 3,2 procent.